# Gibon zlatolící
Gibon zlatolící nebo také žlutolící (Nomascus gabriellae) je druh hominoida z čeledi gibonovití (Hylobatidae), jenž žije v jižním Vietnamu a jihovýchodní Kambodži. Patří mezi ohrožené druhy.

## Výskyt
Gibon zlatolící se vyskytuje v jižním Vietnamu a jihovýchodní Kambodži. Historicky byly k tomuto druhu přiřazovány i populace žijící ve středním Vietnamu, jižním Laosu a severovýchodní Kambodži, roku 2010 jim však byl přiřknut druhový status (Nomascus annamensis).

## Popis
Hmotnost dospělých gibonů se pohybuje mezi 7 a 11 kg a délka těla činí 60 až 80 cm, samice jsou o něco málo menší než samci. Giboni se vyznačují prodlouženými pažemi a dlaněmi s hákovitými prsty; obě tyto modifikace napomáhají pohybu ve stromoví. Zbarvení gibona zlatolícího se různí na základě pohlaví. Samci mají srst téměř na celém těle černou, pouze líce jsou oranžové až zlatavé, brada opět černá. Srst samic je naproti tomu na celém těle zlatavá, případně se pohybuje v odstínech žluté a béžové. Mláďata se rodí světle béžová a jejich dospělé zbarvení se rozvíjí teprve časem. Všechna mláďata během několika měsíců po narození získávají černou srst, u samců tato barva přetrvává, zatímco samicím s příchodem pohlavní dospělosti zbarvení přechází do výše popsaných odstínů.

## Biologie
Giboni zlatolící typicky žijí ve stálezelených tropických lesích. Preferují spíše nížinaté oblasti a jen zřídka byli pozorováni v nadmořských výškách přesahujících 1 500 metrů. Některé studie však potvrdily, že tento druh může tolerovat široké rozpětí nadmořských výšek, v Národním parku Chư Yang Sin byl zaznamenán v nadmořské výšce více než 2 200 metrů.
Giboni zlatolící žijí v rodinných skupinkách, průměrná velikost takové skupiny činí 3 až 5 opic. Tlupy si udržují domovský areál o průměrné rozloze asi 41 ha, ačkoli rozloha se může výrazně lišit v závislosti na stanovišti. Území si giboni vymezují táhlým voláním, což je chování typické pro celou čeleď. Aktivní jsou během dne a život omezují především na stromové patro, kde se pohybují rychlou brachiací. Potravu tvoří především ovoce a listy, studie v Národním parku Cat Tien zjistila, že místní giboni konzumují z 38,6 % fíky, z 43 % ostatní ovoce, z 9,5 % zralé listy a z 8,9 % květy.
Samice rodí jediné mládě, interval mezi porody činí 17 až 22 měsíců. Průměrná doba březosti činí 7 měsíců, mláďata jsou odstavena asi po 2 letech, pohlavní dospělosti je dosaženo po 6 až 8 letech.

## Ohrožení
Mezinárodní svaz ochrany přírody (IUCN) považuje gibona zlatolícího k roku 2020 za ohrožený druh s klesající populací. Hlavními hrozbami pro gibona zlatolícího jsou lov pro obchod se zvířaty a postupující ztráta stanovišť. Vietnam by se současným tempem odlesňování mohl do roku 2045 ztratit téměř 60 % svých lesů v porovnání s přelomem 20. a 21. století. V Kambodži by mohly ztráty dosahovat dokonce až 70 %.
Vydělený druh Nomascus annamensis je taktéž považován za ohrožený (2020).